# Новая Балка (Харьковская область)
Новая Балка (укр. Нова Балка) — село,
Новоалександровский сельский совет,
Сахновщинский район,
Харьковская область, Украина.
Код КОАТУУ — 6324884507. Население по переписи 2001 года составляет 30 (15/15 м/ж) человек.

## Географическое положение
Село Новая Балка находится на берегах пересыхающей реки Сугарь,
выше по течению на расстоянии в 3,5 км расположено село Новоалександровка,
ниже по течению на расстоянии в 2,5 км расположено село Петровка.
На реке сделана большая запруда.
Рядом проходит автомобильная дорога Т-2109.
На расстоянии в 3 км находится железнодорожная станция Козьминовка.

## История
- 1885 — дата основания.